# Selemak
Selemak is een bestuurslaag in het regentschap Aceh Timur van de provincie Atjeh, Indonesië. Selemak telt 151 inwoners (volkstelling 2010).